# معرض شراء لويزيانا
معرض شراء لويزيانا هو معرض دولي أقيم في الولايات المتحدة الأمريكية مدينة سانت لويس (ميسوري) سنة 1904، بالتزامن مع دورة الالعاب الاولمبية.

## القصة

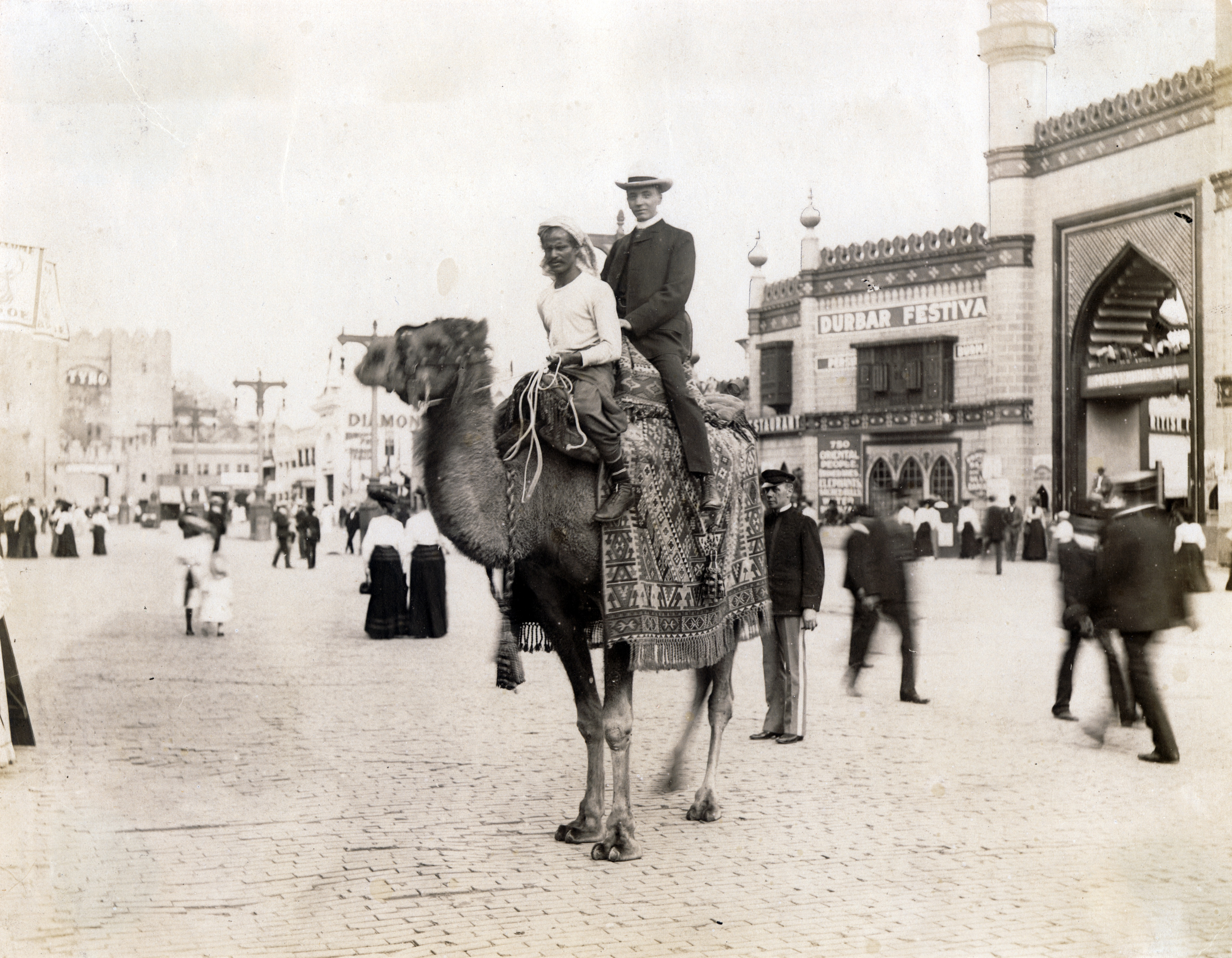
رجل مصري على جمل في معرض 1904 العالمي.

يعد أحد أهم المعارض العالمية في العصر الما بعد فيكتوري. على الرغم من وجود معرض سنوي في مدينة سانت لويس منذ ثمانينيات القرن التاسع عشر في مجال التجارة والزراعة والعلوم. هدف المعرض في الأصل إلى الاحتفال بالذكرى المئوية لشراء لويزيانا. ومع ذلك، تم نقل المعرض من عام 1903 إلى عام 1904 للسماح لمزيد من الدول بالمشاركة. يبدأ المعرض في 30 أبريل 1904 ويغلق في الأول من ديسمبر من نفس العام.
يشغل المعرض مساحة 49 كلم مربع، جزئيًا في حرم جامعة واشنطن في سانت لويس. تم تصوره من قبل جورج كيسلر. في ذلك الوقت، كان أهم معرض يقام على الإطلاق. هناك 1500 مبنى متصلة ببعضها البعض من خلال 120 كلم من الطرقات والممرات. تستغرق الزيارة الكاملة والسريعة أسبوعًا على الأقل. القصر المخصص للزراعة وحده تبلغ مساحته 324000 كلم مربع.
استقبل المعرض 62 دولة أجنبية و43 دولة من أصل 45 دولة أمريكية في ذلك الوقت. حيث عرضت هذه الدول صناعاتها وثقافاتها.
تم بناء مرافق المعرض على أساس مؤقت ويجب أن تبقى لمدة عام واحد أو عامين على الأكثر. غالبًا ما تكون الهياكل مصنوعة من الجص الممزوج بألياف ملتصقة بالخشب. تدهورت بعض المباني خلال المعرض وكان لا بد من إصلاحها. ومع ذلك، تم الاحتفاظ ببعض المنحوتات والمعروضات ووضعها في أماكن مختلفة بعد إغلاق المعرض.
عرضت العديد من الأطعمة لأول مرة على نطاق واسع للعامة، مثل مخروط الآيس كريم، وغزل البنات، والهمبرغر، والهوت دوج، وزبدة الفول السوداني، والشاي المثلج، وصودا الدكتور بيبر.
أثرالمعرض بشكل كبير في الثقافة الشعبية بفضل أغنية «قابلني في سانت لويس، لويس» (بالإنجليزية: Meet Me in St. Louis, Louis)‏ التي غنّاها العديد من الفنانين بما في ذلك بيلي موراي. يصور فيلم من بطولة جودي جارلاند يسمى «أغنية ميزوري (قابلني في سانت لويس)» عام 1944، وقت الاستعدادات للحدث.
بعد الحرب الإسبانية الأمريكية، استحوذت الولايات المتحدة على مناطق جديدة مثل غوام والفلبين وبورتوريكو. أستخدم المعرض لعرض الشعوب الأصلية في هذه الأماكن كشعوب بدائية ، على سبيل المثال شعب إغوروت ولوزون. كما تم عرض قائد الأباتشي الشهير جيرونيمو في خيمة هندية.
صمم المهندس المعماري جوزيف أوربان الجناح النمساوي.
يستضيف المعرض أيضًا أولمبياد 1904، والتي تعد أول دورة أولمبية في تاريخ الولايات المتحدة، والأيام الأنثروبولوجية. لم يشارك الكثير من الرياضيين الأوروبيين بسبب بعد المسافة والتكاليف الباهظة لمثل هذه الرحلة. كما لم يأتي البارون بيير دي كوبرتان، مؤسس الألعاب الأولمبية الحديثة.

## المذكرات والمراجع
1. ↑  (بالإنجليزية) Handbook of Texas Online - KESSLER, GEORGE E.. consulté le 16 mai 2006. نسخة محفوظة 2020-07-31 على موقع واي باك مشين.
2. ↑  (بالإنجليزية) "Remembering St. Louis, 1904: A World on Display and Bontoc Eulogy". Syracuse University. مؤرشف من الأصل في 2018-09-07. اطلع عليه بتاريخ 2007-05-25.